# 春日神社 (平群町平等寺)
春日神社（かすがじんじゃ）は、奈良県生駒郡平群町平等寺に鎮座する神社。旧社格は村社。

## 概要
大字平等寺と下垣内の鎮守神で、集落を一望できる宮山山麓の繁みの中に鎮座する。
正面の本殿は、瓦葺覆屋のかかった春日造桧皮葺極彩色で棟に千木堅魚木がおかれている。
祭神は、天児屋根命。
向かって左側に、境内社の若宮社（祭神：天押雲命）、住吉社（祭神：武内宿禰）、大国社（祭神：大己貴命）、菊理毘咩社（祭神：菊理毘咩命）、市杵島社（祭神：市杵島比売命）が、鎮座し、さらに、その左側に、天神宮（祭神：菅原道真）がある。天神宮の、向かって左側の八柱社は、祭神不詳。
雨ごい祈願等の「なもで踊り」の絵馬が、奉納されており、以前は踊りも奉納されていた。「平群村史(昭和34年発行)」に、なもで踊りの歌詞が掲載されている。
鳥居の前に、「根性松」と呼ばれる、池に向かって倒れかかった松が生息している。
なお、隣接する大字椿井にも椿井城跡の入口に、春日神社（祭神：天児屋根命）がある。